# Route nationale 350b
La route nationale 350B, ou RN 350B, était une route nationale française reliant Tourcoing à Blanc-Four (Roncq). À la suite de la réforme de 1972, la RN 350B a été déclassée en RD 950B.

## Ancien tracé (D 950B)
- Tourcoing
- Blanc-Four, commune de Roncq